# Гюрджю Хатун
Гюрджю Хатун (тур. Gürcü Hatun, груз. გურჯი-ხათუნი, уроджена Тамар, груз. თამარი, fl. 1227-1286) — грузинська царівна з роду Багратіонів.

## Походження
Дочка грузинської цариці Русудан та Гіас ад-Діна, в хрещенні Дмитра, онука султана Килич-Арслана II. Сестра короля Грузії Давида VI. При народженні названа Тамар (груз. თამარი) на честь своєї бабусі, цариці Тамари Великої. Сестра грузинського царя Давида VI Наріна. Друга й улюблена дружина султана Кей-Хосрова II з яким вона одружилася після смерті Мухаммеда II з Хваразму в 1237 році. Мати султана Кей-Кубада II, який правив у 1246—1257 рр. у складі тріумвірату разом з єдинокровними братами Килич-Арсланом IV і Кей-Кавусом II.

## Правління
Після вторгнення монголів і поразки в битві під Кесе-дагом у 1243 році Кей-Хосров II став монгольським васалом. А саму Тамар понизили в статусі і стали називати Гюрджю Хатун — «Пані грузинка». Після вбивства Кей-Хосрова II в 1246 році вийшла заміж за Перване — сина султанського візира Мухаддиба ад-діна Алі ад-Дайламі та всесильного вельможу в Конійському султанаті. Перейшла з православ'я в іслам. Вона протегувала науці та мистецтву і, зокрема, спілкувалася з відомим суфійським поетом Джалаледдіном Румі.
Вона також спонсорувала будівництво могили поета в Коні.

## Ушанування пам'яті
У 638—642 роках (1240—1245) султан Кей-Хосров II карбував на монетних дворах Сіваса і Коньї дирхами — срібні монети із зображенням Лева і сонячного Ліка. Символ Лев і Сонце пізніше отримав широке поширення в ісламському світі (хоча його походження сходить до набагато раніших часів). Турецький дослідник сельджуцьких монет Толга Еркан (Tolga Erkan) прийшов до висновку, що Сонце — це Гюрджю Хатун, а Лев — сам султан.

## Родина
Гюрджю Хатун одружилася в 1237 році зі своїм кузеном-сельджуком султаном Кей-Хосровом II з яким вона одружилася після смерті Мухаммеда II з Хваразму. У шлюбі народився син Кей-Кубад II (султан у 1246—1257 роках).
Пізніше вона вийшла заміж за вельможу Конійського султанату Перване Муін ад-Дан Сулейман — сина султанського візира Мухаддиба ад-діна Алі ад-Дайламі. У шлюбі народився ще один син Мехмед бей, який став спадкоємцем бея з Первана.